# Marti Malloy
Marti Malloy (Oak Harbor, 23 de juny de 1986) és una esportista estatunidenca que competeix en judo.
Va participar en els Jocs Olímpics de Londres 2012, obtenint una medalla de bronze en la categoria de –57 kg. Als Jocs Panamericans de 2015 va aconseguir una medalla d'or.
Va guanyar una medalla al Campionat Mundial de Judo de 2013, i set medalles al Campionat Panamericà de Judo entre els anys 2010 i 2017.

## Palmarès internacional
| Jocs Olímpics        | Jocs Olímpics               | Jocs Olímpics | Jocs Olímpics |
| Any                  | Lloc                        | Medalla       | Categoria     |
| -------------------- | --------------------------- | ------------- | ------------- |
| 2012                 | Londres ( Regne Unit)       | 3             | –57 kg        |
| Campionat Mundial    |                             |               |               |
| Any                  | Lloc                        | Medalla       | Categoria     |
| 2013                 | Rio de Janeiro ( Brasil)    | 2             | –57 kg        |
| Jocs Panamericans    |                             |               |               |
| Any                  | Lloc                        | Medalla       | Categoria     |
| 2015                 | Toronto ( Canadà)           | 1             | –57 kg        |
| Campionat Panamericà |                             |               |               |
| Any                  | Lloc                        | Medalla       | Categoria     |
| 2010                 | San Salvador ( El Salvador) | 2             | –57 kg        |
| 2011                 | Guadalajara ( Mèxic)        | 2             | –57 kg        |
| 2013                 | San José ( Costa Rica)      | 2             | –57 kg        |
| 2014                 | Guayaquil ( Equador)        | 1             | –57 kg        |
| 2015                 | Edmonton ( Canadà)          | 1             | –57 kg        |
| 2016                 | l'Havana ( Cuba)            | 1             | –57 kg        |
| 2017                 | Ciutat de Panamà ( Panamà)  | 3             | –57 kg        |